# 마세라티

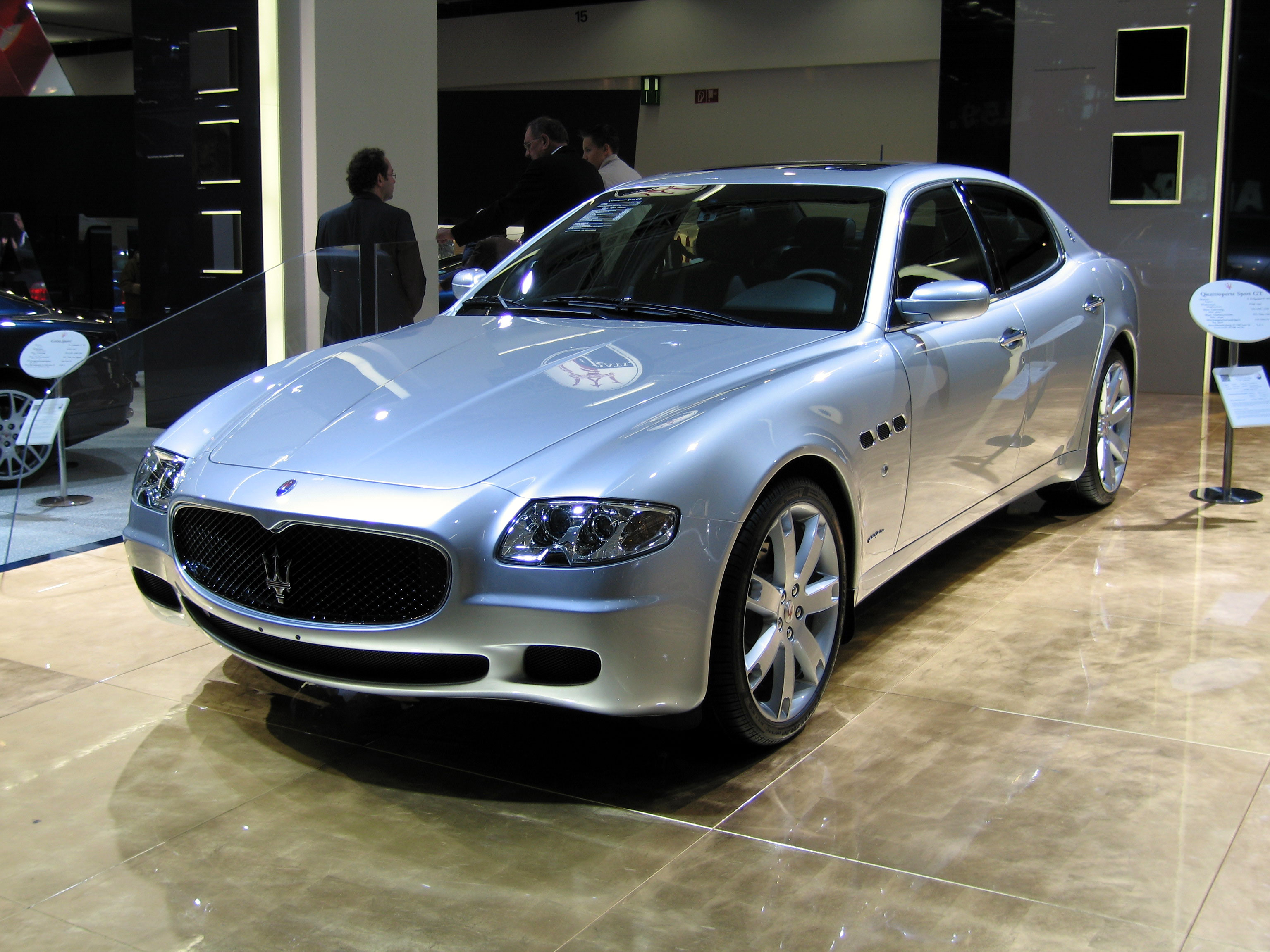
마세라티 콰트로포르테(5세대)

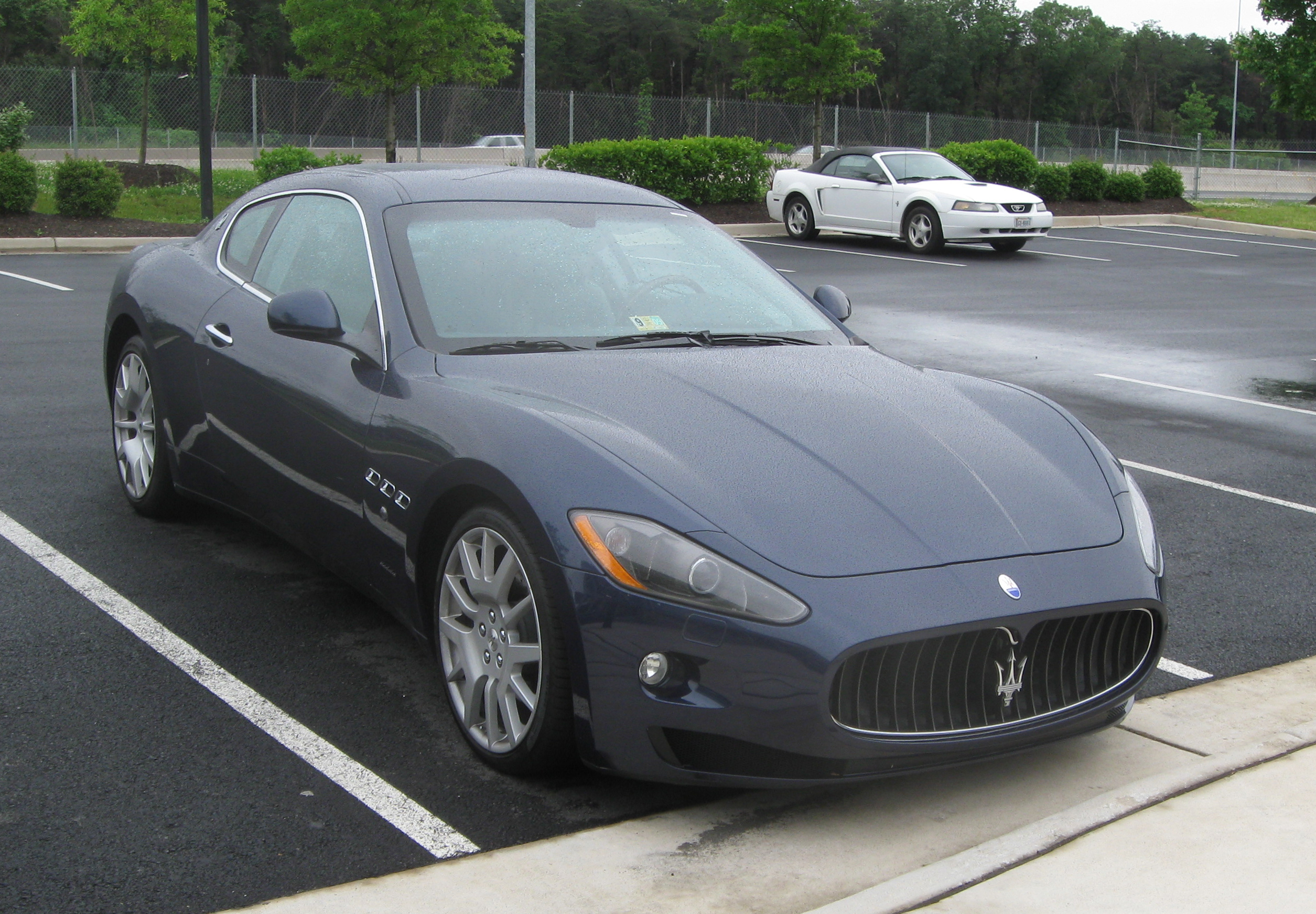
마세라티 그란 투리스모

마세라티(이탈리아어: Maserati S.p.A.)는 이탈리아 스텔란티스 계열의 레이싱용 자동차와 고급 스포츠카 제조 업체로, 1914년 12월 1일에 설립했다. 본사는 에밀리아로마냐주 모데나에 있으며, 엠블렘은 삼지창이다. 1993년 이후 이탈리아의 거대 자동차 회사인 피아트가 소유하고 있다. 피아트 그룹 내부에서, 마세라티는 처음에 페라리와 통합되었지만 더 최근에 알파 로메오를 포함하는 스포츠카 그룹의 1부가 되었다. 페라리와 엔진을 공용했으며, 고성능을 추구하는 고급 승용차 브랜드의 이미지를 갖고 있다.
대한민국에는 2003년에 처음으로 들어왔다. 5세대 콰트로포르테를 시작으로 대한민국 시장에 판매 중이며, 2013년 4월에 벌어진 연기자 이지아의 대리기사 교통사고를 통해 대한민국에서 브랜드가 널리 알려졌다. 진출 당시에는 쿠즈플러스 및 FMK 등의 딜러를 통해 판매했으며, 2024년 7월부터 마세라티 코리아를 설립하여 직판 체제로 전환했다.

## 차종
- 마세라티 그란 투리스모
- 마세라티 MC20
- 마세라티 그레칼레